# Tweede Kamerverkiezingen 2002

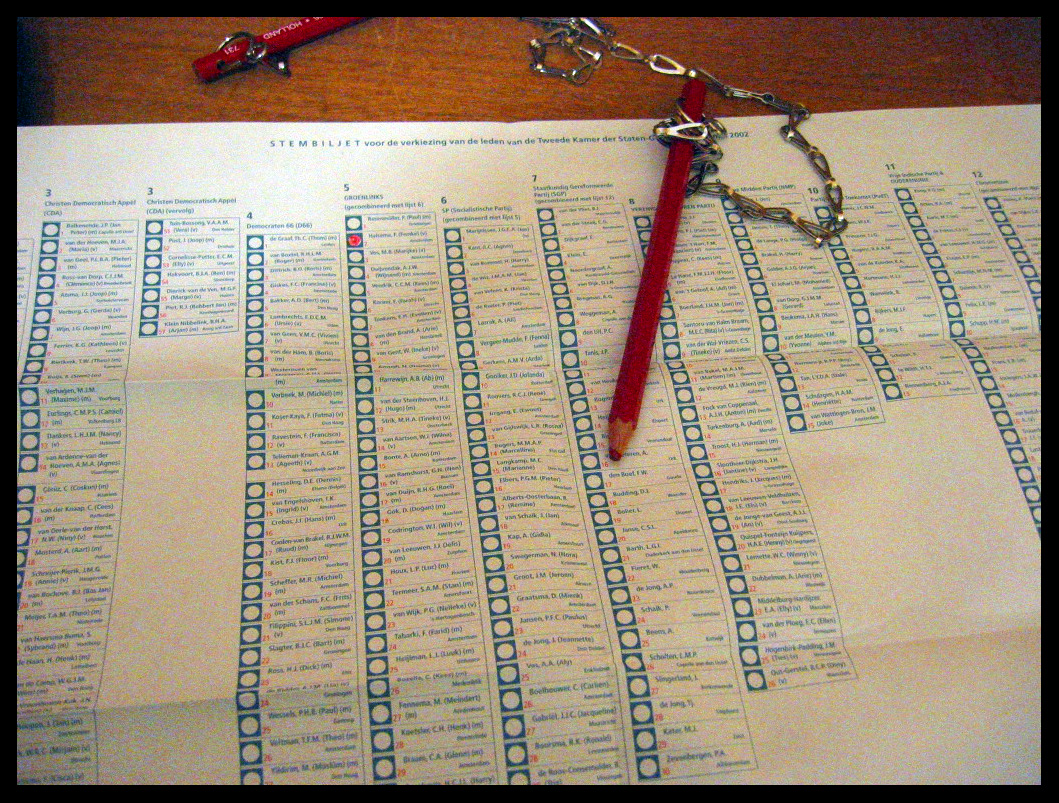
Stembiljet voor de Tweede Kamerverkiezing 2002 in Amsterdam.

De Tweede Kamerverkiezingen 2002 waren verkiezingen in Nederland voor de Tweede Kamer der Staten-Generaal. Zij vonden plaats op 15 mei 2002.
De verkiezingen werden gehouden als gevolg van de afloop van de zittingstermijn van de Tweede Kamer die gekozen was bij de Tweede Kamerverkiezingen van 1998. Weliswaar diende het kabinet-Kok II op 16 april 2002 zijn ontslag in vanwege de conclusies van het NIOD-rapport over de Srebrenica-affaire, maar dit had geen effect meer op de datum van de al eerder uitgeschreven verkiezingen.

## Achtergrond
De verkiezingen stonden speciaal in het teken van de terroristische aanslagen op 11 september 2001 door islamitische terreurgroep Al Qaida en de moord op Pim Fortuyn op 6 mei 2002.
In de aanloop naar de verkiezingen was er een verkiezingsstrijd gaande tussen Ad Melkert, lijsttrekker van de PvdA, en Pim Fortuyn, aanvankelijk beoogd lijsttrekker van Leefbaar Nederland, vanaf februari 2002 voor zijn eigen lijst, Lijst Pim Fortuyn (LPF). In 2022 werd deze verkiezingsstrijd het onderwerp van het televisiedrama Het jaar van Fortuyn.

## Deelnemende partijen
Aan deze verkiezingen namen de volgende partijen deel:
| Lijst | Partij                                 | Lijsttrekker         | Kieskringen /19 |
| ----- | -------------------------------------- | -------------------- | --------------- |
| 1     | Partij van de Arbeid (P.v.d.A.)        | Ad Melkert           | 19              |
| 2     | VVD                                    | Hans Dijkstal        | 19              |
| 3     | Christen Democratisch Appèl (CDA)      | Jan Peter Balkenende | 19              |
| 4     | Democraten 66 (D66)                    | Thom de Graaf        | 19              |
| 5     | GROENLINKS                             | Paul Rosenmöller     | 19              |
| 6     | SP (Socialistische Partij)             | Jan Marijnissen      | 19              |
| 7     | Staatkundig Gereformeerde Partij (SGP) | Bas van der Vlies    | 19              |
| 8     | VERENIGDE SENIOREN PARTIJ              | Anneke Smit-Boersma  | 19              |
| 9     | Nieuwe Midden Partij (NMP)             | Jos Bron             | 17              |
| 10    | Partij van de Toekomst (PvdT)          | Johan Vlemmix        | 17              |
| 11    | Vrije Indische Partij & OUDERENUNIE    | Rob Koop             | 16              |
| 12    | ChristenUnie                           | Kars Veling          | 19              |
| 13    | DUURZAAM NEDERLAND                     | Seyfi Özgüzel        | 19              |
| 14    | LEEFBAAR NEDERLAND                     | Fred Teeven          | 19              |
| 15    | Lijst Pim Fortuyn                      | Pim Fortuyn          | 19              |
| 17    | Republikeinse Volkspartij RVP          | John Gouweloos       | 1               |

## Uitslag

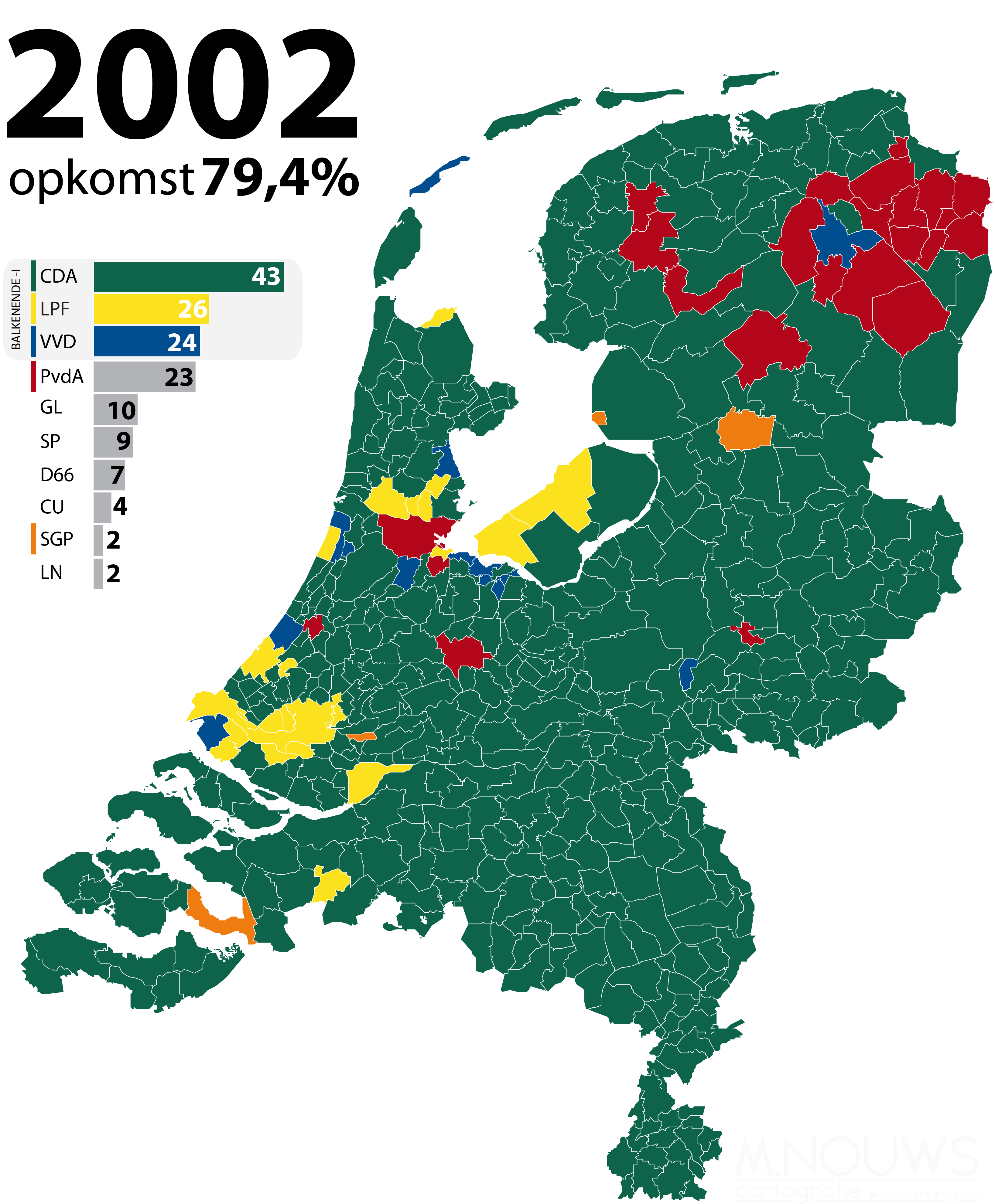
Grootste partij per gemeente

### Opkomst en kiesdeler
|                          | 1998       | 1998      | 2002       | 2002  |
| # stemmen                | %          | # stemmen | %          |       |
| ------------------------ | ---------- | --------- | ---------- | ----- |
| Kiesgerechtigden         | 11.755.132 |           | 12.035.935 |       |
| Niet opgekomen           | 3.132.910  | 26,65     | 2.520.709  | 20,94 |
| Opkomst                  | 8.622.222  | 73,35     | 9.515.226  | 79,06 |
| Blanco/ongeldige stemmen | 14.435     | 0,17      | 14.074     | 0,15  |
| Geldige stemmen          | 8.607.787  | 99,83     | 9.501.152  | 99,85 |
| Kiesdeler                | 57.385     | 0,67      | 63.341     | 0,67  |

### Verkiezingsuitslag naar partij
De uitslag liet grote verschuivingen zien, die sterk beïnvloed waren door de moord op Pim Fortuyn, die op 6 mei, negen dagen voor de verkiezingen, had plaatsgevonden. De LPF behaalde 26 zetels, terwijl de Partij van de Arbeid terugviel van 45 naar 23 zetels, een destijds historisch lage score. Ook de VVD en D66 verloren fors, terwijl het CDA 14 zetels won en de grootste partij werd. Andere winnaars waren nieuwkomer Leefbaar Nederland (2 zetels) en de Socialistische Partij (van 5 naar 9). De ChristenUnie (in 2000 ontstaan uit een fusie van RPF en GPV), de SGP en GroenLinks verloren alle één zetel, hoewel de twee laatste partijen meer stemmen behaalden dan in de voorgaande verkiezingen. De opkomst bij deze verkiezingen was echter bijzonder hoog: er brachten circa 850.000 meer mensen hun stem uit dan in 1998.
| Partij                   | Partij                                 | 1998      | 1998   | 1998   | 2002      | 2002   | 2002   | verschil | verschil |
| Partij                   | Partij                                 | # stemmen | %      | zetels | # stemmen | %      | zetels | %        | zetels   |
| ------------------------ | -------------------------------------- | --------- | ------ | ------ | --------- | ------ | ------ | -------- | -------- |
|                          | Christen Democratisch Appèl (CDA)      | 1.581.053 | 18,37  | 29     | 2.653.723 | 27,93  | 43     | +9,56    | +14      |
|                          | Lijst Pim Fortuyn                      | -         | -      | -      | 1.614.801 | 17,00  | 26     | +17,00   | +26      |
|                          | VVD                                    | 2.124.971 | 24,69  | 38     | 1.466.722 | 15,44  | 24     | -9,25    | -14      |
|                          | Partij van de Arbeid (P.v.d.A.)        | 2.494.555 | 28,98  | 45     | 1.436.023 | 15,11  | 23     | -13,87   | -22      |
|                          | GROENLINKS                             | 625.968   | 7,27   | 11     | 660.692   | 6,95   | 10     | -0,32    | -1       |
|                          | SP (Socialistische Partij)             | 303.703   | 3,53   | 5      | 560.447   | 5,90   | 9      | +2,37    | +4       |
|                          | Democraten 66 (D66)                    | 773.497   | 8,99   | 14     | 484.317   | 5,10   | 7      | -3,89    | -7       |
|                          |                                        |           |        |        |           |        |        |          |          |
|                          | RPF                                    | 174.593   | 2,03   | 3      |           |        |        |          |          |
|                          | Gereformeerd Politiek Verbond (GPV)    | 108.724   | 1,26   | 2      |           |        |        |          |          |
|                          | ChristenUnie                           | -         | -      | -      | 240.953   | 2,54   | 4      |          |          |
| subtotaal                | subtotaal                              | 283.317   | 3,29   | 5      | 240.953   | 2,54   | 4      | -0,75    | -1       |
|                          |                                        |           |        |        |           |        |        |          |          |
|                          | Staatkundig Gereformeerde Partij (SGP) | 153.583   | 1,78   | 3      | 163.562   | 1,72   | 2      | -0,06    | -1       |
|                          | LEEFBAAR NEDERLAND                     | -         | -      | -      | 153.055   | 1,61   | 2      | +1,61    | +2       |
|                          | VERENIGDE SENIOREN PARTIJ              | -         | -      | -      | 39.005    | 0,41   | 0      | +0,41    | 0        |
|                          | Vrije Indische Partij & OUDERENUNIE    | 7.225     | 0,08   | 0      | 10.033    | 0,11   | 0      | +0,03    | 0        |
|                          | DUURZAAM NEDERLAND                     | -         | -      | -      | 9.058     | 0,10   | 0      | +0,10    | 0        |
|                          | Partij van de Toekomst (PvdT)          | -         | -      | -      | 6.393     | 0,07   | 0      | +0,07    | 0        |
|                          | Nieuwe Midden Partij (NMP)             | 23.512    | 0,27   | 0      | 2.305     | 0,02   | 0      | -0,25    | 0        |
|                          | Republikeinse Volkspartij RVP          | -         | -      | -      | 63        | 0,00   | 0      | +0,00    | 0        |
| overige partijen in 1998 | overige partijen in 1998               | 236.403   | 2,75   | 0      | -         | -      | -      | -2,75    | 0        |
| Totaal                   | Totaal                                 | 8.607.787 | 100,00 | 150    | 9.501.152 | 100,00 | 150    | 0        | 0        |

## Kabinetsformatie
De kabinetsformatie van 2002 duurde 68 dagen en resulteerde in het kabinet-Balkenende I, een coalitie van CDA, LPF en VVD. Het kabinet werd gekenmerkt door interne spanningen binnen de LPF en viel al binnen een jaar. Dit leidde tot vervroegde verkiezingen in 2003.
| \| 9 \| 10 \| 23 \| 7 \| 43 \| 24 \| 26 \| 8 \| \| SP \| GL \| PvdA \| D66 \| 93 \\| Kabinet-Balkenende I \\| CDA + VVD + LPF \\| 68/309 d \| 93 \\| Kabinet-Balkenende I \\| CDA + VVD + LPF \\| 68/309 d \| 93 \\| Kabinet-Balkenende I \\| CDA + VVD + LPF \\| 68/309 d \| \| |    |      |     |                                                           |                                                           |                                                           |   |
| 9 | 10 | 23   | 7   | 43                                                        | 24                                                        | 26                                                        | 8 |
| SP | GL | PvdA | D66 | 93 \| Kabinet-Balkenende I \| CDA + VVD + LPF \| 68/309 d | 93 \| Kabinet-Balkenende I \| CDA + VVD + LPF \| 68/309 d | 93 \| Kabinet-Balkenende I \| CDA + VVD + LPF \| 68/309 d |   |

*1848 · *1850 · **1852 · *1853 · **1854 · **1856 · **1858 · **1860 · **1862 · **1864 · **1866 (I) · *1866 (II) · *1868 · **1869 · **1871 · **1873 · **1875 · **1877 · **1879 · **1881 · **1883 · *1884 · *1886 · *1887 · *1888 · 1891 · *1894 · 1897 · 1901 · 1905 · 1909 · 1913 · *1917 · *1918 · 1922 · 1925 · 1929 · *1933 · 1937 · *1946 · *1948 · 1952 · 1956 · *1959 · 1963 · *1967 · 1971 · *1972 · 1977 · 1981 · *1982 · 1986 · *1989 · 1994 · 1998 · 2002 · *2003 · *2006 · *2010 · *2012 · 2017 · 2021 · *2023
* Algemene verkiezingen in verband met (vervroegde) ontbinding van de Tweede Kamer
** Periodieke verkiezingen in verband met het einde van de zittingstermijn van de helft van de Tweede Kamerleden